# Mahakala (Dharmapala)

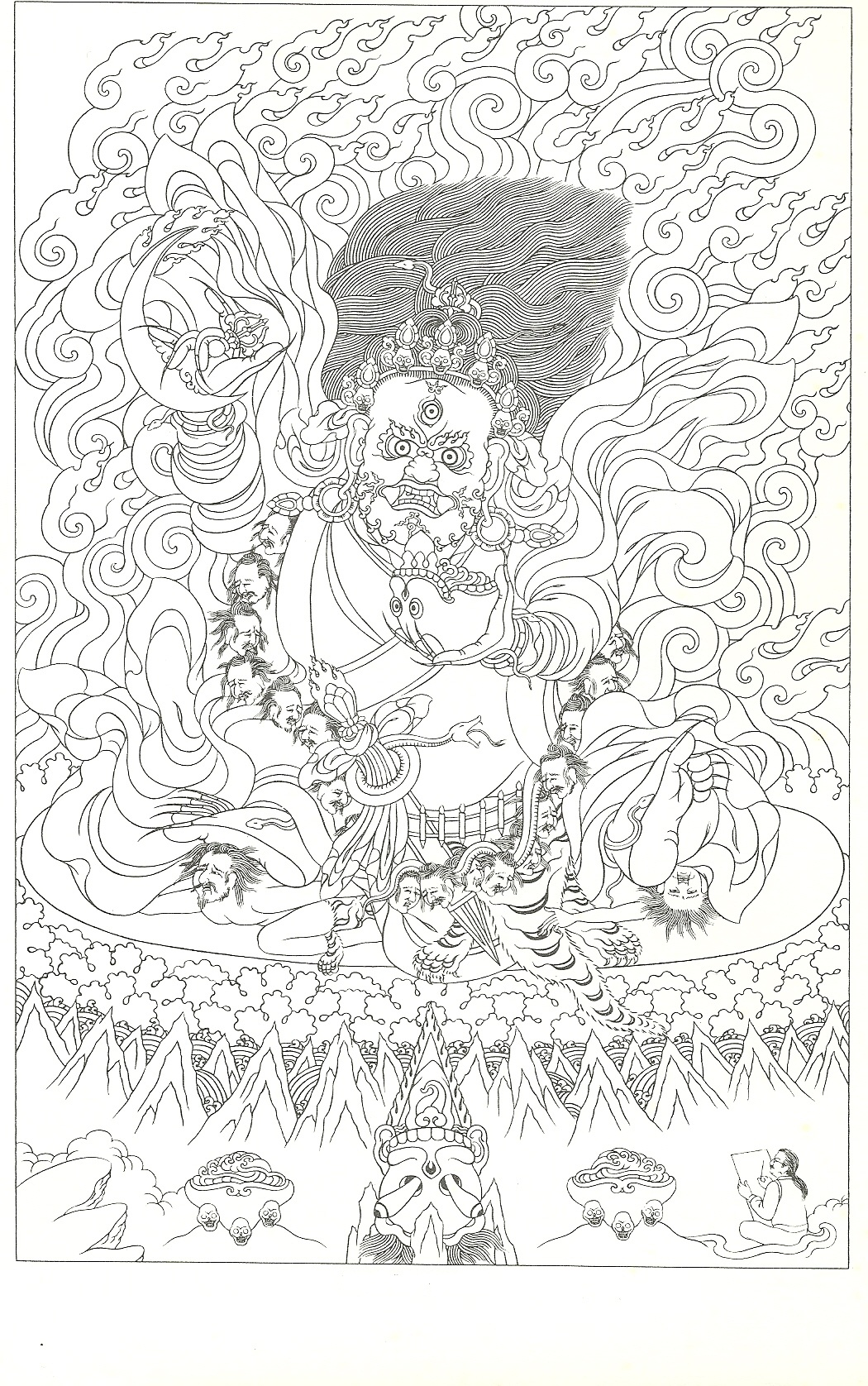
Mahakala (Dharmapala Tibetano)

Mahakala es una de las más importantes divinidades protectoras dentro del budismo Vajrayana (budismo tibetano) perteneciente al grupo de los Dharmapalas  (protectores del Dharma) de tipo deidad iracunda; denominados herukas.  Mahakala es al mismo tiempo un yidam, una deidad de meditación. La palabra Mahakala deriva del sánscrito maha (“grande”) y kala (“negro”). El nombre tibetano es Gonpo Phyag. En el budismo japonés se le conoce como Daikoku.  
Según cuenta la tradición tibetana originalmente fue un antiguo demonio que posteriormente fue convertido por los budas Manjushri y Avalokiteshvara en protector del Dharma. La tradición tibetana cuenta que Mahakala lucha contra el mal en el propio infierno, siendo su misión guiar a los seres de la oscuridad a la luz. Mahakala tiene la naturaleza de Chenrezig a pesar de su aspecto infernal. Se le conoce también como "señor del viento" y con su aspecto y forma airada protege a los discípulos y cumple la función de ayudar a disolver todo tipo de obstáculos y negatividades que impiden el camino espiritual. Estos factores pueden ser externos o condicionamientos internos, tales como el miedo, el odio, el orgullo o la envidia. Frente a estos factores, Mahakala protege a los discípulos y su fiera expresión derrota a estos condicionamientos.
En general, se lo considera como una emanación airada de Avalokiteshvara (Tib: Chenrezig) o Chakrasamvara (Tib: Korlo Demchog). Es de color preferentemente negro, aunque puede aparecer blanco, simbolizando su naturaleza completa y comprensiva. El negro representa la ausencia total del color, esto se debe a que al igual que el negro absorbe todos los colores, todas las cualidades y las formas se funden en él y en este caso significa también la naturaleza de Mahakala como realidad última o realidad absoluta. Este principio se conoce en sánscrito como “nirguna”, más allá de toda la calidad y forma, representa trascendencia de todo tipo. 
Mahakala aparece en todas las escuelas del budismo tibetano, aunque con variaciones. En todas se lo representa con una corona de cinco cráneos, la cual representa la transmutación de los cinco kleshas (aflicciones negativas) en cinco sabidurías. La variación más notable en las iconografías de Mahakala está en el número de brazos, donde aparece con distintos elementos y mudras recibiendo dentro de cada escuela del budismo tibetano diferentes nombres:
1) Mahakala de seis brazos, llamado Nyingshuk, es el más extendido en la escuela Gelug. Los seis brazos significan la realización de las seis perfecciones (shad-paramita), que son practicadas y alcanzadas por los bodhisattvas. En cada mano tiene un instrumento simbolizando cada una de esas perfecciones. Hay también un Mahakala de seis brazos blanco popular entre Gelugpas mogoles. En este caso es una “deidad de la abundancia”, apoyando el bienestar. Como tal, su iconografía difiere en forma y simbolismo. Su tazón de cráneo contiene aquí variadas joyas y no los restos mortales de sus víctimas y tiene una corona de joyas en vez de los cráneos habituales.
2) Mahakala de cuatro brazos es el protector primario de la escuela Kagyu, pero también lo encontramos en la escuela Nyingma, aunque el protector primario del Dzogchen (gran perfección) del Nyingma sea Ekajati. Los cuatro brazos de esta manifestación simbolizan la curación de la enfermedad, la pacificación de los obstáculos y los apuros; la abundancia de las buenas cualidades y la sabiduría; la protección y expansión del dharma; y la aniquilación de la confusión, la duda y la ignorancia.
3) Mahakala de dos brazos, llamado Bernakchen (Capa negra) también es un protector de la escuela Karma Kagyu. Lo representan a menudo con su consort Vetali y con Rahula. Esta manifestación es realmente el protector principal del linaje de los Karmapas. En la tradición Sakya hay también un Panjaranatha Mahakala, “señor de encantos”, protector del linaje, que es considerado emanación de Manjushri.